# 小行星7858

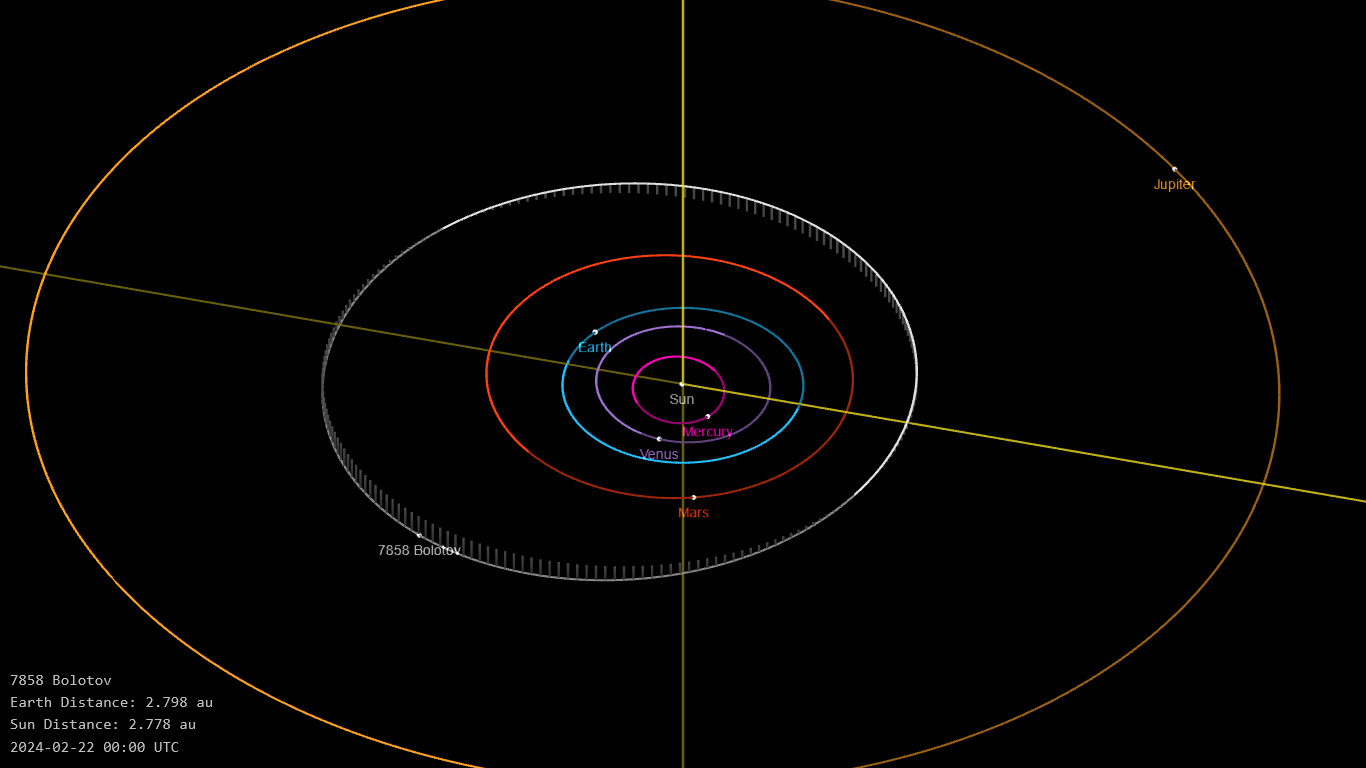
2024年3月13日小行星7858在太陽系中的位置

小行星7858（7858 Bolotov）是一颗绕太阳运转的小行星，为主小行星带小行星。该小行星于1978年9月26日发现。

## 轨道参数
小行星7858的轨道半长轴为2.4695287 UA，离心率为0.214。